# Werfen
Werfen är en köpingskommun i det österrikiska förbundslandet Salzburg. Kommunen är belägen cirka 50 kilometer söder om Salzburg i distriktet Sankt Johann im Pongau. I Werfen finns Burg Hohenwerfen, som var platsen där delar av filmen Örnnästet spelades in. Även några scener ur filmen Sound of Music är inspelade på ängar ovanför Werfen.
Kommunen består av sex orter/ortsdelar (Ortschaften) (inom parentes invånarantal 1 januari 2024):
- Imlau (189)
- Reitsam (200)
- Scharten (75)
- Sulzau (865)
- Werfen (1 641)
- Wimm (110)